# David McCagg
David Palmer McCagg, né le 13 mars 1958 à Fort Myers Beach, est un nageur américain.

## Biographie
David McCagg est médaillé d'or du 100 mètres nage libre, du 4 × 100 mètres nage libre et du 4 × 100 mètres quatre nages aux Championnats du monde de natation 1978 à Berlin-Ouest ainsi qu'aux Jeux panaméricains de 1979 à San Juan.
Il est médaillé d'or du 4 × 100 mètres nage libre aux Championnats du monde de natation 1982 à Guayaquil.

## Palmarès

### Championnats du monde
- Championnats du monde 1978 à Berlin-Ouest (Allemagne de l'Ouest) :
  -  Médaille d'or sur 100 m nage libre
  -  Médaille d'or sur le relais 4 × 100 m nage libre
  -  Médaille d'or sur le relais 4 × 100 m quatre nages
- Championnats du monde de natation 1982 à Guayaquil (Équateur) :
  -  Médaille d'or sur le relais 4 × 100 m nage libre

### Jeux panaméricains
- Jeux panaméricains de 1979 à San Juan (Porto Rico) :
  -  Médaille d'or sur 100 m nage libre
  -  Médaille d'or sur le relais 4 × 100 m nage libre
  -  Médaille d'or sur le relais 4 × 100 m quatre nages